# Pierre Joly (photographe)
Pour les articles homonymes, voir Pierre Joly (homonymie) et Joly.
Pierre Joly (Saint-Denis, 18 mars 1925 - Meudon, 1er janvier 1992) est un photographe, critique, et professeur d'architecture français, frère de l'architecte Robert Joly.

## Biographie

### Enfance
Pierre Joly est né le 18 mars 1925 d'Émile Joly, un employé de la SNCF et de Georgette Georges. Il est le frère aîné de Robert Joly. 

### Études
Entré à l'École normale supérieure de la rue d'Ulm sur le concours littéraire en 1946, Pierre Joly suit également les cours d'histoire de l'art de l'École du Louvre et, se destinant à devenir archéologue, commence l'apprentissage du chinois à l'École des langues orientales. Cependant ces plans sont contrariés par la fin de la Guerre civile chinoise et l'arrivée au pouvoir de Mao.

### Carrière
Il passe alors le concours pour devenir secrétaire des débats parlementaires à l'Assemblée de l'Union française. Cette occupation lui laisse le temps libre nécessaire pour visiter musées et galeries d'art et c'est ainsi qu'il devient critique d'art, faisant notamment paraître des articles dans Les Lettres françaises, puis photographe. 
À partir de 1960, il collabore avec l'artiste Véra Cardot.
Leur thème de prédilection sera pendant 30 ans l'architecture, mais aussi les arts plastiques. Ils photographient notamment à de nombreuses reprises les bâtiments de Le Corbusier, mais également Yves Klein dans son atelier. 
En 1967, il entre par concours comme professeur à l'École des beaux-arts du quai Malaquais pour y enseigner l'histoire de l'architecture contemporaine. À la même période, Véra Cardot et lui participent aux débuts de la revue Architecture Mouvement Continuité.
Dans les années 1970, ils tiennent une chronique dans la revue L'Œil.
Après mai 68, son enseignement est transféré à l'École d'architecture de Paris-La Villette où il exercera jusqu'en 1990.
En 1980, il soutient sous la direction de Raymonde Moulin une thèse de 3e cycle intitulée L'architecture quotidienne : histoire d'une architecture sans histoire : essai de méthodologie.
Pierre Joly décède en janvier 1992, d'un cancer. 
En 1997, le fonds photographique Cardot-Joly est acquis par le Centre Pompidou (bibliothèque Kandinsky).

## Publications
- Pierre Joly et Robert Joly, L’architecte André Lurçat, Paris, Éditions Picard, 1995 (ISBN 2-7084-0475-X, EAN 9782708404755)
- L'art, l'architecture et le mouvement moderne, textes critiques 1958-1990, Ed. de la Villette, Présentation sur Google Books